# Delgamma pangonia
Delgamma pangonia là một loài bướm đêm trong họ Erebidae.